# 马玛莎
Masha Ma ，中国时装设计师。 作品曾刊载于时尚 (杂志)、ELLE、时尚芭莎、Pop (fashion magazine)、花花公子、柯夢波丹及L'Officiel等国际知名时尚杂志。

## 事业
2008年，Masha Ma在伦敦中央圣马丁艺术与设计学院获得女装设计硕士学位。在校期间曾先后在Veronique Branquinho、亞歷山大·麥昆等著名时装设计公司担任设计助理。她的毕业设计被选入参加伦敦时装周的圣马丁毕业秀，随后被伦敦设计师品牌精选店B store购入。
毕业之后，Masha每年都在伦敦和巴黎国际时装周以同名品牌「MASHA MA」發表春夏／秋冬系列作品。Masha同英国平面设计师Neville Brody合作的艺术时装装置参加了2010年大声展，这是一个旨在推举国内外新锐艺术家的艺术设计双年展 她也曾与娜奧美·金宝、连卡佛合作。
她的作品以立体主义，女性特质，极简主义，白色为标志。甚至受到了像曼哈顿肉食品加工区这样的工业派影响。在一次采访中，Masha将她自己的品牌特点概括为“现代的、别致的、柔美的”。与中国成衣业的评价标准相反，Masha追求小量预订。 
Masha在2012年十月巴黎时装周發表了MASHA MA 2013春夏系列 "Betta Storm"。该系列随后立刻在高级时装精品项目Spiga 2出售。这是一个由杜嘉班纳， 夏菲尼高创立，总部设于米兰的项目。